# Prodidomus reticulatus
Prodidomus reticulatus là một loài nhện trong họ Gnaphosidae.
Loài này thuộc chi Prodidomus. Prodidomus reticulatus được George Newbold Lawrence miêu tả năm 1927.